# 美しが丘 (札幌市)
美しが丘（うつくしがおか）は、北海道札幌市清田区にある地名。

## 地理
住宅街で、マンションや一軒家などが多く立ち並ぶ。河川は、大曲川の一部がわずかに美しが丘地区を流れる部分があるのみである。

## 歴史
- 当地はかつて森林に覆われた地域であったが、札幌市が1965年（昭和40年）に里塚霊園を造成すると、次第に人家が増えていったという[1]。さらに、「里塚・真栄地区土地利用転換計画」が1982年（昭和57年）頃に策定されると、計画的な街区による開発が進められるようになった[1]。
- 1992年～1993年（平成4～5年）に「里塚(番地)」だった住所を「美しが丘」に改める[1]。

## 住所
| 町丁                           | 郵便番号 |
| ------------------------------ | -------- |
| 美しが丘1条1丁目～10丁目       | 004-0811 |
| 美しが丘2条1丁目～10丁目       | 004-0812 |
| 美しが丘3条1丁目～10丁目       | 004-0813 |
| 美しが丘4条5丁目～10丁目       | 004-0814 |
| 美しが丘5条5丁目～6丁目、9丁目 | 004-0815 |

## 主要道路
- 羊ヶ丘通
- 里塚循環線
- 厚別東通
- 国道36号

## 主な施設・商業施設等
- コーチャンフォー美しが丘店（美しが丘1-5）
- コストコ札幌店（美しが丘1-9）
- サッポロイベントドーム（美しが丘1-8）
- 札幌観光バス（美しが丘1-9）
- サンドラッグ美しが丘店（美しが丘3-4）
- フードD生鮮市場美しが丘店（旧フードD7→美しが丘食彩館→VAlue→365VAlue店）（美しが丘4-6）

- コーチャンフォー美しが丘店（2015年3月）

## 教育
- 中学校
  - 札幌市立真栄中学校（美しが丘1-1）
- 小学校
  - 札幌市立真栄小学校（美しが丘1-1）
  - 札幌市立美しが丘小学校（美しが丘2-5）
  - 札幌市立美しが丘緑小学校（美しが丘4-5）
- 幼稚園
  - 美しが丘幼稚園（美しが丘5-5）

- 真栄中学校（2014年12月）
- 真栄小学校（2014年12月）
- 美しが丘小学校（2014年12月）
- 美しが丘幼稚園（2015年3月）

## 交通機関
北海道中央バスを中心に、福住駅（福住バスターミナル）、大谷地駅（大谷地バスターミナル）、新千歳空港などと結ばれる。バス事業者の乗員不足等があり、札幌都心（札幌駅、北海道中央バス札幌ターミナル）への直通便は2023年（令和5年）12月1日付で廃止されている
路線詳細は大曲営業所、千歳線 (北海道中央バス)、北都交通を参照。